# フラン＝ノアン
モーリス・エチエンヌ・ルグラン（Maurice Étienne Legrand、1872年10月25日 - 1934年10月18日）は、フラン＝ノアン（Franc-Nohain）の筆名で知られるフランスのジャーナリスト、著作家、詩人、寓話作家、リブレット作家。
ノアンという筆名はロワール川の支流であるノアン川にちなむ。この川が流れるドンジーで少年時代にバカンスを過ごしたことによる。

## 生涯
フラン＝ノアンはニエーヴル県コルビニーで生まれた。父のウジェーヌ・ルグランは道路管理官だった。ヌヴェールのリセ、ついでパリのリセ・ジャンソン・ド・セリで学び、アンドレ・ジッドやピエール・ルイスと交友関係を持った。彼らとともに1889年にモーリス・キヨによって創刊された短命な『学生雑誌 (Potache-Revue)』に寄稿した。
文学の学位を取得してヌヴェールの県庁に就職したが、兵役のために離職した。兵役期間を終えた後、1894年12月までコンスタンティーヌ県庁に勤務し、それから1896年にモントーバンの県知事の官房長に昇任した。1899年3月にはパリに自宅を構え、まもなく公務を離れてジャーナリズムと文学に専念するようになった。
フラン＝ノアンは雑誌『黒猫 (Le Chat noir)』に最初の詩を発表し、「不定形の詩人」(poète amorphe)を自称した。彼はまた作曲家クロード・テラスのために大量のオペレッタのリブレットを書いた。フラン＝ノアンはアルフレッド・ジャリと親しく、1898年1月にジャリとともに（テラスとアンドレ＝フェルディナン・エロルドの助けを得て）バリュー通り6番地にパンタン座(Théâtre des pantins、パンタンは操り人形を意味する)を設立した。同年3月23日、ここでテラスの曲とピエール・ボナールの美術による音楽劇三部作『フランス万歳』を上演したが検閲によって上演禁止になった。
フラン＝ノアンは週刊誌『鴨』(Le Canard sauvage、1903年3月-10月)を創刊し、『エコー・ド・パリ』の編集長をつとめた。
彼はモーリス・ラヴェル『スペインの時』(1907)のリブレットを書いた。
1914年8月、徴兵されて国土歩兵連隊の二等兵となり、1915年に少尉、1917年に中尉に昇進した。彼は特に猟歩兵として、クロワ・ド・ゲール勲章とレジオンドヌール勲章を身につけて戦った。ルグラン中尉は1919年2月に除隊した。
1921年から1933年にかけて4巻12部からなる『寓話集 (Fables)』を出版した。フラン＝ノアンはこの作品で彼の想像力を自由に働かせており、これらの寓話はまぎれもなく彼の才能のもっとも魅力的な一面を構成している。
1932年、その多種多様な作品によってフラン＝ノアンはアカデミー・フランセーズ文学大賞を受賞した。
文学史家にとってフラン＝ノアンはポール＝ジャン・トゥレ、トリスタン・ドレーム、ジョルジュ・フレスト、トリスタン・クリングゾル、フランシス・カルコと並んで幻想派 (fr:École fantaisiste) を代表する主要な作家のひとりである。彼の文章の一部はポール・ゴルドーの漫画『素晴らしき恋人たち』、ジャック・プレヴェール、レーモン・クノーを予見するところがある。かれの詩のうち3篇がアンドレ・ジッドの『フランス詞華集』に収められている。
アルフレッド・ジャリによれば、フラン＝ノアンは雨か晴れかについて常に新しく無尽蔵の洞察力を持つ、もっとも才能あるフランス人である。
フラン＝ノアンの結婚式の立会人をつとめたアルフォンス・アレーは彼の最初の選集において言う：フラン＝ノアン氏が人生の辛酸を嘗めたことは確かである。天が彼にさらに多くの辛酸を嘗めさせて、我々が彼の作品をより長い間読んで楽しめますように。
ジュール・ルナールは『日記』において彼に対して辛辣であった：私は彼のうちにあるのは年寄りじみた野心だと思ふ。かういふ話には、若さも詩もない。美しいものよりは「珍しい」ものが好きだとか、名前を知られたいとか、金を儲けたいとか、外で食事をしたいとか、等々。。

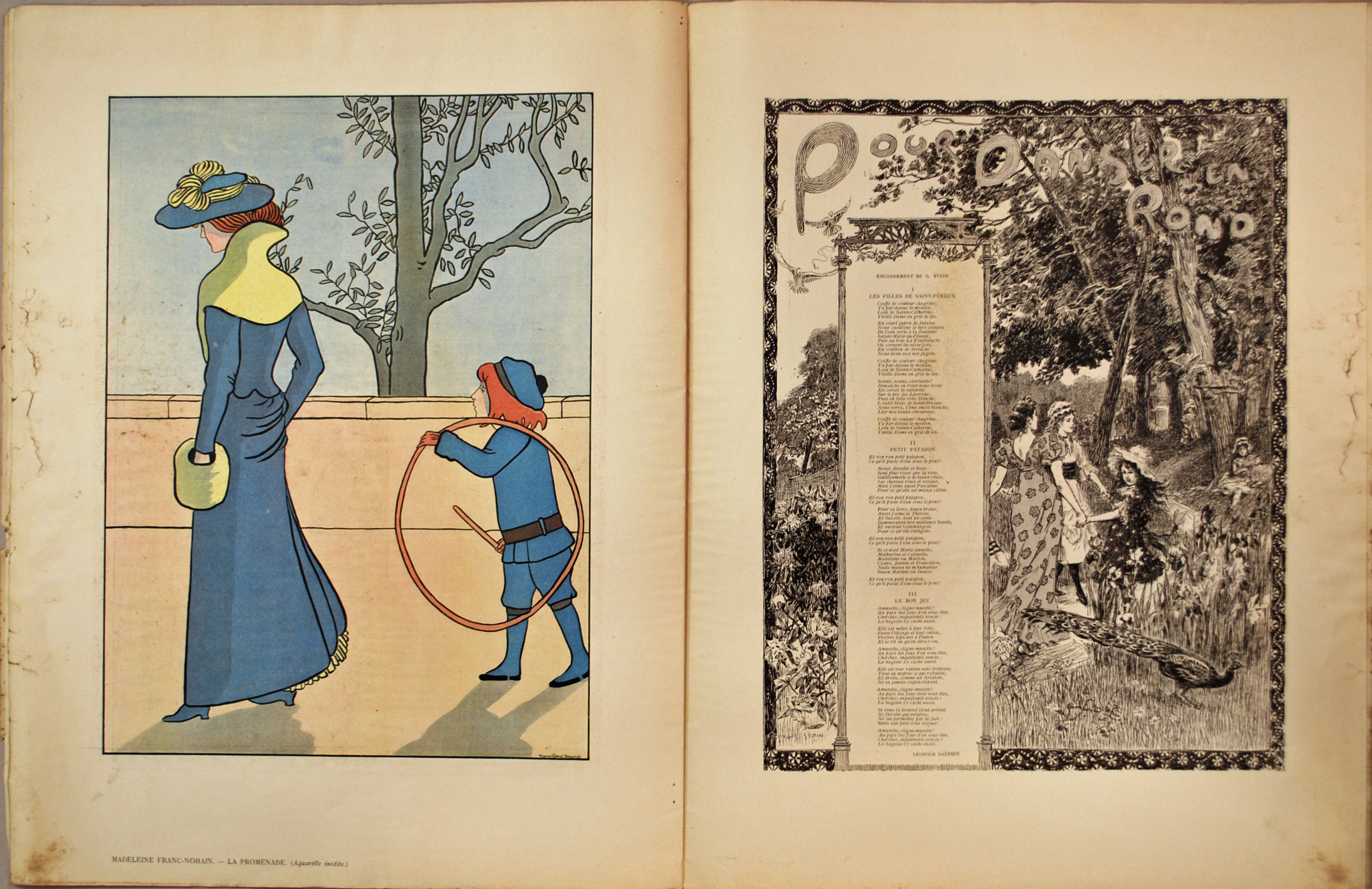
左：妻のマリー・マドレーヌ・ドーファンによる「散歩」。雑誌『』1899年版

1899年、フラン＝ノアンは音楽家で詩人のレオポルド・ドーファンの娘であるマリー＝マドレーヌ・ドーファン(1879-1942)と結婚した。彼女は多作で革新的なイラストレーターだった。ふたりの間に生まれた長男のジャン・ノアン(1900-1981)はジャブーヌ(Jaboune)の愛称で知られる作詞家・テレビ司会者で、アルフレッド・ジャリが名付け親だった。次男のクロード・ドーファン(1903-1978)はコメディアンで、長女のフランシーヌ・ドーファン(1914-1970)は母親と同じくイラストレーターだった。
1934年10月18日、フラン＝ノアンはパリ7区で没し、ペール・ラシェーズ墓地89区に埋葬された。
コーヌ＝クール＝シュル＝ロワール、コルビニー、およびパリ13区には彼の名をつけた通りがある。

## 作品

### 韻文
- Les Inattentions et sollicitudes - Vanier, 1894
- Flûtes (Poèmes amorphes, fables, anecdotes, curiosités) - Revue blanche, 1898
- Les Chansons des trains et des gares - Revue blanche, 1899
- La Nouvelle cuisinière bourgeoise - Revue blanche, 1900
- Le Dimanche en famille - Juven, 1902
- Fables (livres I, II, III) - Renaissance du Livre, 1921
- Le Kiosque à musique (Flûtes - Les Chansons des trains et des gares - Le Dimanche en famille) - Fasquelle, 1922
- Le Jardin des Bêtes et des Plantes - « Le Livre », 1923
- Fables (édition illustrée) - Renaissance du Livre, 1923
- L’Orphéon (chœurs et cantates) - Renaissance du Livre, 1925
- Fables Nouvelles (livres IV, V, VI) - Renaissance du Livre, 1927
- Fables (livres I à IX) - Grasset, 1931
- Nouvelles Fables (livres X, XI, XII) - La Voie Descendante suivie de Terminus - Spes, 1933
- Poèmes amorphes (Inattentions et sollicitudes suivi de Flûtes) - J.-J. Pauvert, 1969

### 小説
- Le Pays de l’Instar - Fasquelle, 1901
- L’honorable Conque, député - Chatenay, 1902
- Jaboune, ill. d'Édouard Touraine - Fasquelle, 1910
- Le Gardien des Muses - Fasquelle, 1913
- Le Journal de Jaboune - Lafitte, 1914
- Serinettes et petites oies blanches - Renaissance du Livre, 1919
- Couci-couça - Renaissance du Livre, 1922
- Les Salles d’attente - Renaissance du Livre, 1922
- La Marche nuptiale - Les Œuvres libres, 1923
- La petite Madame Grivot - Renaissance du Livre

### 戯曲およびオペレッタのリブレット
- Vive la France ! (trilogie à grand spectacle) - 1898 (Collège de Pataphysique, 2004)
- La Grenouille et le Capucin - 1900
- Vingt mille âmes - 1901
- Au temps des croisades - 1901
- La Fiancée du scaphandrier - Revue Blanche, 1902
- La Botte secrète - 1903
- L'Heure espagnole - 1904 (Société littéraire de France, 1923)
- Le bonhomme Jadis - 1906
- Les Transatlantiques Abel Hermantと共著 - 1911
- La Victime Fernand Vandéremと共著 - 1914
- Un jardin sur l'Oronte モーリス・バレスの小説による -1922
- La Marche nuptiale - Les Œuvres libres, 1923
- L’Espagne, les Indes, l’Odéon - L’Heure espagnole - La Marche indienne - La belle éveillée - Renaissance du Livre, 1928
- Le Chapeau chinois - Stock, 1931
- Les Perceptions extérieures - Collège de Pataphysique, 1953

### 伝記、エッセイ、若者向けリライト

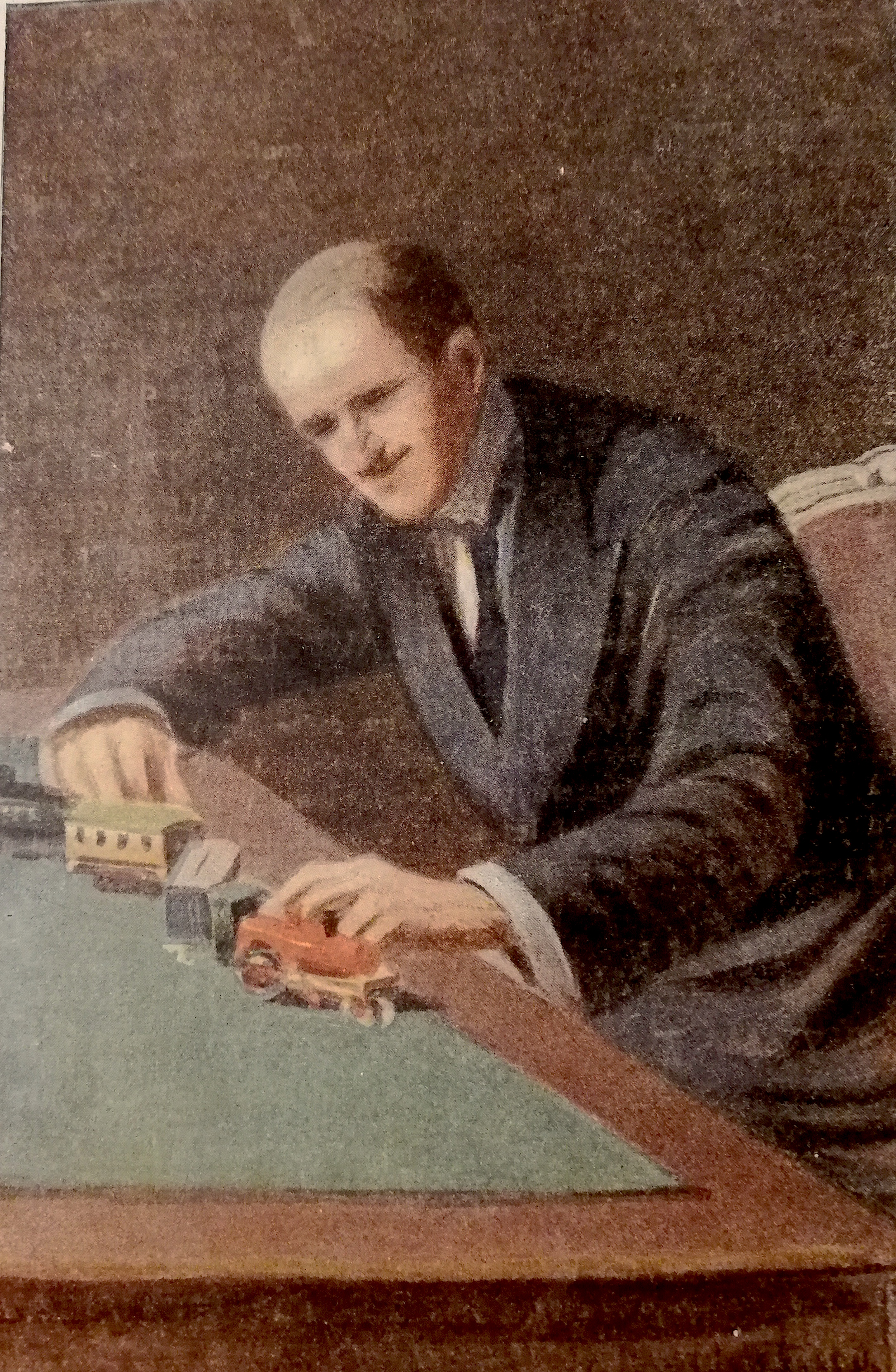
レオネット・カッピエロによる肖像（1912年）

- Les Mémoires de Footit et Chocolat, clowns - Lafitte, 1907
- Guillaume Tell, Éditions Pierre Lafitte, collection Enfantine en couleurs, 1908
- Charlemagne, Éditions Pierre Lafitte, collection Lilliput Bibliothèque,
- Malbrough, Éditions Pierre Lafitte, collection Lilliput Bibliothèque,
- Robin des bois, Éditions Pierre Lafitte, collection Lilliput Bibliothèque,
- Les Mille et une nuits, Éditions Pierre Lafitte, collection Lilliput Bibliothèque,
- Voyages de Gulliver, Éditions Pierre Lafitte, collection Enfantine en couleurs,
- Contes d'Andersen, Éditions Pierre Lafitte, collection Lilliput Bibliothèque,
- Les Joujoux de la vie - Juven, 1911
- Fiches d’histoire politique et sociale contemporaine (1910-1911-1912) - Lethielleux, 1913
- Histoire anecdotique de la guerre Paul Delayと共著、14巻 - Lethielleux, 1915
- De la mer aux Vosges - Ed. de Boccard, 1921
- Les avis de l’oncle Bertrand - Renaissance du Livre, 1922
- Le cabinet de lecture (1ère série) - Renaissance du Livre, 1922
- Le cabinet de lecture (2ème série) - Renaissance du Livre, 1925
- Aux quatre coins de Paris - Société des Amis des livres, 1926
- La vie amoureuse de Jean de La Fontaine - Flammarion, 1928
- L’Art de vivre - Spes, 1929
- La Cité heureuse - Spes, 1930
- Dites-nous quelque chose - Stock, 1930
- Guide du bon sens - Editions des Portiques, 1932
- Bien vivre - Flammarion, 1932
- Saint Louis - Flammarion, 1932
- Images de Saint Louis - Flammarion, 1933
- Bayard ou la gentillesse française - Spes, 1934
- Histoire sainte - Flammarion, 1934

## 栄誉
- 1929年、アカデミー・フランセーズのPrix Alfred-Née
- 1932年、アカデミー・フランセーズ文学大賞
- 1932年、レジオンドヌール勲章コマンドゥール[15]:418